# Lourches
Lourches is een gemeente in het Franse Noorderdepartement (Frans: département du Nord) (regio Hauts-de-France). De plaats maakt deel uit van het arrondissement Valenciennes. Lourches telde op 1 januari 2022 3.756 inwoners.

## Geografie
De oppervlakte van Lourches bedroeg op 1 januari 2022 2,65 vierkante kilometer; de bevolkingsdichtheid was toen 1.417,4 inwoners per km².

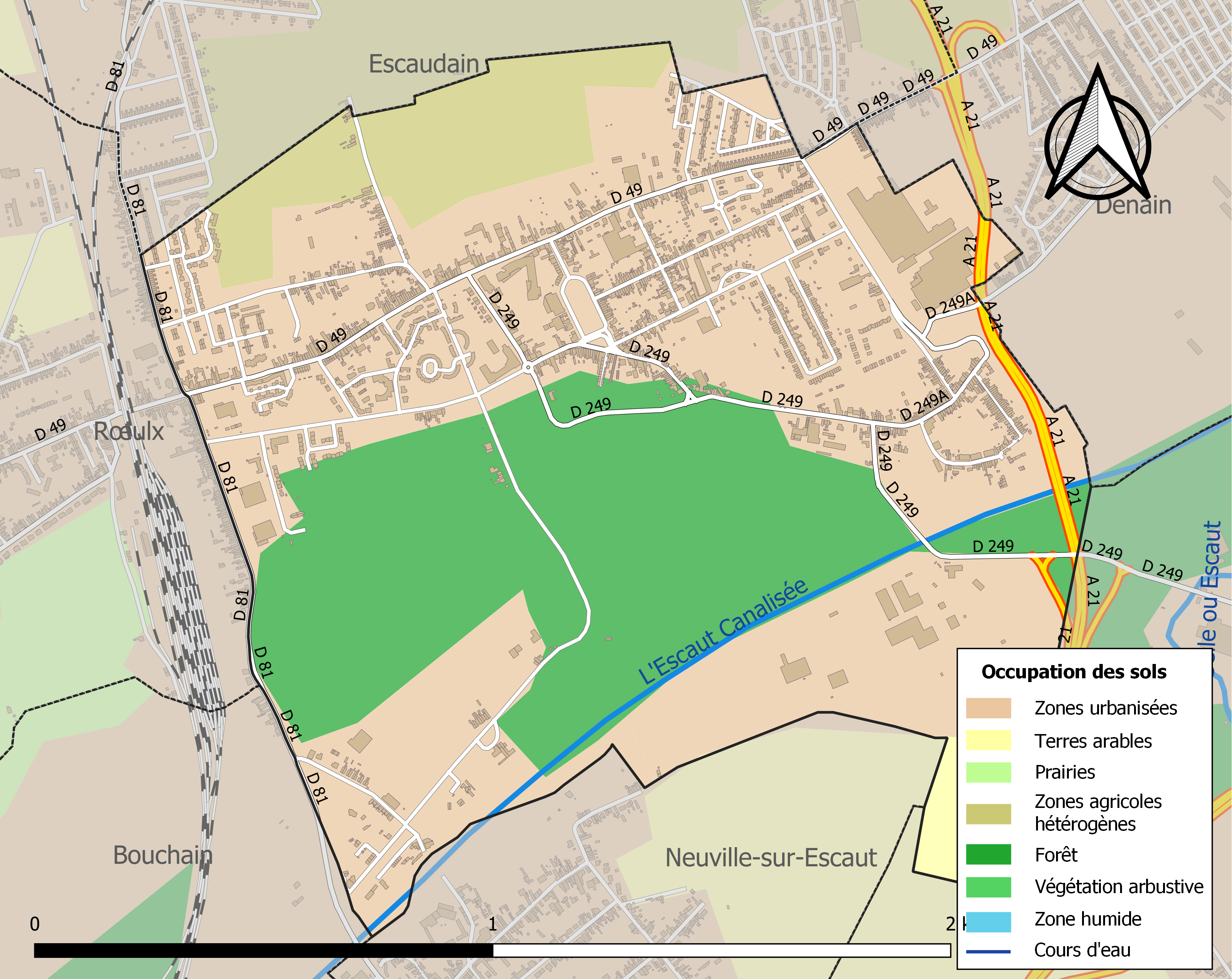
Kaart van de gemeente met belangrijkste infrastructuur, bodemgebruik en omliggende gemeenten

## Demografie
Onderstaande figuur toont het verloop van het inwonertal (bron: INSEE-tellingen).